# Tunicotheres
Tunicotheres is een geslacht van kreeftachtigen uit de klasse van de Malacostraca (hogere kreeftachtigen).

## Soort
- Tunicotheres moseri (Rathbun, 1918)